# Algunos viven como Lázaro (cuento de Ray Bradbury)
Algunos viven como Lázaro (título original en inglés:  Some Live Like Lazarus) es un cuento del escritor estadounidense Ray Bradbury publicado originalmente en la revista Playboy de diciembre de 1960 con el título Very Late in the Evening. 
Fue incluido, ya con su nuevo título, en las antologías de cuentos The Machineries of Joy (1964) y The Stories of Ray Bradbury (1980).

## Argumento
Anna y Roger se conocen desde niños en el hotel donde él veranea con su posesiva madre todos los años. Anna y Roger juegan juntos y se enamoran. Roger promete a Anna que se casarán cuando tengan veinte años, pues espera que su madre fallezca.
Pero los años seguirán pasando y la madre no muere. Anna, cansada de esperar, se casa con otro.
En el cuento, Anna recuerda un poema, de cuyo primer verso toma el cuento su título.

"Some live like Lazarus
In a tomb of life
And come forth curious late to twilight hospitals
And mortuary rooms.
Better cold skies seen bitter to the North
Then stillborn stay, all blind and gone to ghost.
If Rio is lost, well, love the Arctic Coast!
O ancient Lazarus 
Come ye forth.
Traducción
Algunos viven como Lázaro
En una tumba de vida
Y salen curiosos y tarde a hospitales crepusculares
Y morgues.
Mejor cielos fríos vistos amargos al Norte
Que los nacidos muertos se queden, todos ciegos y convertidos en fantasmas.
Si Río se pierde, bueno, ¡ama la Costa Ártica!
Oh, anciano Lázaro
Salid."

## Adaptación televisiva
El propio Bradbury adaptó el cuento para la serie televisiva The Ray Bradbury Theater. El episodio titulado Some Live Like Lazarus fue emitido el 24 de octubre de 1992 (T6 E11). Dirigido por Peter Sharp fue interpretado por Janice Rule, Yannick Bisson y Yvonne Lawley.